# John G. Fleagle
John G. Fleagle, né le 30 avril 1948 à Burlington (États-Unis), est un anatomiste, paléoanthropologue, et paléoprimatologue américain. Professeur à l'université d'État de New York à Stony Brook, il a reçu la bourse MacArthur et la bourse Guggenheim. Il est connu notamment pour son livre Primate Adaptation & Evolution, publié en 1988 et réédité en 1998 et 2013.

## Formation
John Fleagle étudie à l'université Yale, où il obtient son bachelor en 1971, puis à l'université Harvard, dont il ressort avec un master scientifique en 1973. Il obtient un PhD en anthropologie physique en 1976 à Harvard.

## Carrière
John Fleagle est professeur émérite en sciences de l'anatomie à l'école de médecine de l'Université d'État de New York à Stony Brook.

## Travaux
John Fleagle a effectué des recherches sur les primates et singes fossiles aux États-Unis, mais aussi en Égypte, Malaisie, Suriname, Brésil, Kenya, Éthiopie, Argentine et Madagascar.
En 2005, John Fleagle a codirigé avec Ian McDougall une étude dans la vallée de l'Omo, en Éthiopie, qui a établi une nouvelle datation de l'Homme de Kibish (découvert en 1967), à 195 000 ans, ainsi devenu le plus ancien fossile d'Homo sapiens connu à l'époque et jusqu'en 2017. Cette datation a renforcé la théorie de l'Origine africaine de l'Homme moderne, qui était alors débattue depuis plus de deux décennies.

## Distinctions
En 1982, il obtient une bourse Guggenheim, et en 1988 une bourse MacArthur.

## Publications
John Fleagle est notamment l'auteur de Primate Adaptation and Evolution, publié pour la première fois en 1988 et réédité en 1998 et 2013. Il est aussi le fondateur en 1992 du journal Evolutionary Anthropology.

### Ouvrages
- auteur :
  - Primate Adaptation & Evolution (1988), Academic Press, réédité en 1998 et 2013
- co-auteur :
  - Primate Evolution and Human Origins (1985, 1987)
- co-directeur de publication :
  - The Human Evolution Source Book (1993)
  - Anthropoid Origins (1994)
  - Primate Communities (1999)